# مسجد میرزا لطف‌الله
مسجد میرزا لطف‌الله  در همدان، حاشیه بلور آیت ا کاشانی، نزدیک میدان امامزاده عبدالله واقع شده و این اثر در تاریخ ۲۵ اسفند ۱۳۸۰ با شمارهٔ ثبت ۵۰۴۶ به‌عنوان یکی از آثار ملی ایران به ثبت رسیده است.